# 鄺埜
鄺 埜（こう や、洪武18年（1385年）- 正統14年8月15日（1449年9月1日））は、明代の官僚。字は孟質、号は樸斎。本貫は郴州宜章県。

## 生涯
句容県教官の鄺子輔の子として生まれた。早くに母を失い、祖母の李氏に養育された。永楽9年（1411年）、進士に及第した。監察御史に任じられた。永楽帝が北京にいたとき、南京の鈔法が勢力ある民によって破壊されているとの上奏があり、永楽帝は鄺埜を派遣して調査させた。南京の人々は大獄が起こるだろうと噂しあったが、鄺埜は市場の勢力家数名を捕らえて帰還した。倭寇が遼東を侵犯すると、紀律を失っていた守備兵100人あまりが死刑を論告された。鄺埜が調査尋問を命じられ、酌量すべき事情を具体的に言上すると、永楽帝はかれらの死罪を猶予した。北京城の造営にあたって、労役に従事する者は巨万におよんだが、鄺埜はその労務の調整を命じられた。
永楽16年（1418年）、秦州の民に人々を集めて反乱を計画している者がいるとの流言があり、鄺埜は陝西按察副使に抜擢され、便宜に兵を整備して討捕にあたるよう命じられた。鄺埜が反乱の告発は誣告であると言上すると、永楽帝は妄言をなした者を処刑するよう命じた。宣徳4年（1429年）、鄺埜は関中での飢饉に対して振恤をおこなった。父が死去したため、鄺埜は喪に服した。宣徳8年（1433年）、喪が明けると、応天府尹に抜擢された。
正統元年（1436年）、鄺埜は兵部右侍郎に進んだ。辺境防備が滞っていると意見して獄に下されたが、まもなく釈放された。翌年、兵部尚書の王驥が軍を率いて出向したため、鄺埜がひとりで兵部の事務を監督することになった。ときに辺境で事件が多く、将帥に人材が乏しかったため、鄺埜は中外に広く謀略にたけた武士を推挙させ、人材を確保するよう請願した。正統6年（1441年）、山東で災害があった。鄺埜は民間の牧馬の賠償を猶予するよう請願し、被災地の復興に尽力した。
正統10年（1445年）、鄺埜は兵部尚書に進んだ。旧例では諸衛の百戸以下で交代すべき者は、必ず北京で試験を受けることになっていて、遠方にあって上京する資金のない者は、終身交代することができなかった。鄺埜はこれを各都司で試験を受けられるように改めた。オイラトのエセン・ハーンの勢力が盛んになると、鄺埜はこれに備えるため、大同府の兵を増強し、智謀ある大臣を選抜して西北の辺務を巡視させるよう請願した。まもなくさらに京営の兵に城の修築の役務につかせるのを止め、変事に備えるため休息させるよう求めた。鄺埜の提案は用いられなかった。
正統14年（1449年）、エセン・ハーンが明に侵攻してくると、王振が親征を主導したが、外廷に可否を諮ることもなかった。親征の勅命が下されると、鄺埜は自重するよう言上したが、英宗に聞き入れられなかった。親征軍が出立してからも、宮城に帰るようつとめて要請した。王振は怒って、戸部尚書の王佐とともに本営に随行するよう鄺埜に命じた。鄺埜は落馬して重傷を負い、懐来城にとどまって医者にかかるよう勧められたが、鄺埜は「至尊が征旅にあるのに、臣下が病にかこつけて勝手なことができようか」といって、随行を続けた。本営が宣府に宿営すると、朱勇が敗れて戦死した。鄺埜は退却を要請したが、返答がなかった。そこでさらに行在を訪れて申請した。王振が怒って「腐儒がどうして兵事を知っていようか。再び言う者は死だ」というと、鄺埜は「わたしは社稷の生霊として言おう。どうして死をおそれようか」と答えた。王振は側近を叱って鄺埜を連れ出させた。鄺埜は王佐と向かい合って帳中で泣いた。翌日、明軍は大敗し、鄺埜は陣中で死去した。享年は65。景泰元年（1450年）、少保の位を追贈された。子の鄺儀が主事とされた。成化2年（1466年）、忠粛と諡された。